# 銀大眼脂鯉
銀大眼脂鯉，為輻鰭魚綱脂鯉目脂鯉亞目脂鯉科的其中一個種，分布於南美洲拉普拉塔河及亞馬遜河流域，體長可達11.2公分，棲息在底中層水域，生活習性不明，可作為觀賞魚。